# Vélo-école
 (janvier 2024).
Si vous disposez d'ouvrages ou d'articles de référence ou si vous connaissez des sites web de qualité traitant du thème abordé ici, merci de compléter l'article en donnant les références utiles à sa vérifiabilité et en les liant à la section « Notes et références ».
 (janvier 2024).
La mise en forme du texte ne suit pas les recommandations de Wikipédia : il faut le « wikifier ».
Les points d'amélioration suivants sont les cas les plus fréquents. Le détail des points à revoir est peut-être précisé sur la page de discussion.
- Les titres sont pré-formatés par le logiciel. Ils ne sont ni en capitales, ni en gras.
- Le texte ne doit pas être écrit en capitales (les noms de famille non plus), ni en gras, ni en italique, ni en « petit »…
- Le gras n'est utilisé que pour surligner le titre de l'article dans l'introduction, une seule fois.
- L'italique est rarement utilisé : mots en langue étrangère, titres d'œuvres, noms de bateaux, etc.
- Les citations ne sont pas en italique mais en corps de texte normal. Elles sont entourées par des guillemets français : « et ».
- Les listes à puces sont à éviter, des paragraphes rédigés étant largement préférés. Les tableaux sont à réserver à la présentation de données structurées (résultats, etc.).
- Les appels de note de bas de page (petits chiffres en exposant, introduits par l'outil «  Source ») sont à placer entre la fin de phrase et le point final[comme ça].
- Les liens internes (vers d'autres articles de Wikipédia) sont à choisir avec parcimonie. Créez des liens vers des articles approfondissant le sujet. Les termes génériques sans rapport avec le sujet sont à éviter, ainsi que les répétitions de liens vers un même terme.
- Les liens externes sont à placer uniquement dans une section « Liens externes », à la fin de l'article. Ces liens sont à choisir avec parcimonie suivant les règles définies. Si un lien sert de source à l'article, son insertion dans le texte est à faire par les notes de bas de page.
- La présentation des références doit suivre les conventions bibliographiques. Il est recommandé d'utiliser les modèles {{Ouvrage}}, {{Chapitre}}, {{Article}}, {{Lien web}} et/ou {{Bibliographie}}. Le mode d'édition visuel peut mettre en forme automatiquement les références.
- Insérer une infobox (cadre d'informations à droite) n'est pas obligatoire pour parachever la mise en page.

Pour une aide détaillée, merci de consulter Aide:Wikification.
Si vous pensez que ces points ont été résolus, vous pouvez retirer ce bandeau et améliorer la mise en forme d'un autre article.

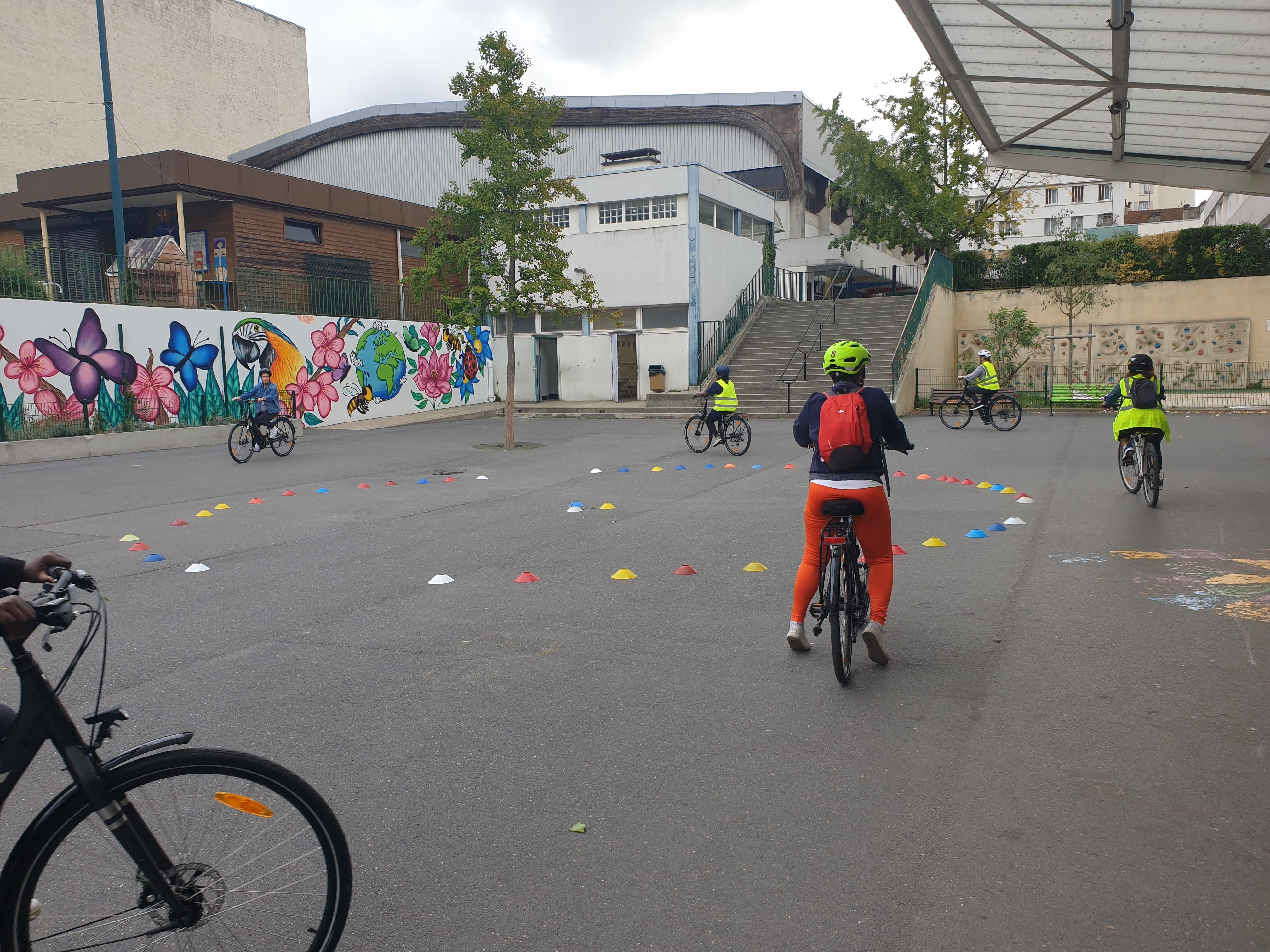
Séance de vélo-école dans une cour d'école

Une vélo-école est une structure d'enseignement à la pratique du vélo. La formation dispensée comporte des aspects théoriques (code de la route, connaissances quant aux bons usages, mécanique et vocabulaire du vélo) ainsi que différents volets pratiques (savoir rouler et savoir circuler). Les vélo-écoles ont pour objectif de permettre aux cyclistes, enfants et adultes, d'évoluer en toute sécurité dans la circulation routière.

## Historique
Les premières vélo-écoles apparaissent dans les années 2000. La demande a largement explosé depuis la crise sanitaire du COVID avec une augmentation très forte de nouveaux cyclistes, notamment en zone urbaine.
Les élèves des vélos-écoles sont en très large majorité des femmes. Les motivations à la pratique du vélo peuvent être économiques, écologiques ou encore organisationnelles.

## Méthode

### Savoir rouler
L'objectif est de pouvoir se déplacer en pédalant sur le vélo tout en gardant son équilibre, savoir tourner avec le guidon et maîtriser l'usage de freins. De plus, la formation aborde l'utilisation des vitesses (pignons et plateaux).
Une fois ces bases acquises, des exercices spécifiques sont pratiqués pour arriver à une maîtrise de la machine. L'enjeu principal est la sécurité du cycliste dans toutes les phases d'apprentissage.

### Savoir circuler
La seconde partie de l'apprentissage amène les apprenants à circuler au sein du trafic routier. Une partie des élèves s'inscrivant en vélo-école et sachant déjà pédaler vient spécifiquement pour cette partie, réputée difficile, qu'on appelle « remise en selle ».
L'objectif de ces sessions est de circuler en toute sécurité en cohabitant avec les autres usagers de la route : poids-lourds, transports en commun, automobiles, cyclistes, piétons.
En général, un groupe évolue en file indienne, encadré par les instructeurs.

## Structuration
En France, ce sont majoritairement des associations promouvant l'usage du vélo qui dispensent ces formations à leur usagers. Pour la plupart, les formateurs sont bénévoles et eux-mêmes cyclistes du quotidien.
Il existe un programme de formation spécifique pour les élèves des écoles élémentaires, le Savoir Rouler à Vélo (S.R.A.V.).
La Fédération française des usagers de la bicyclette (F.U.B.) recense les vélo-écoles existantes et organise leur développement.
Il existe différentes formations pour encadrer l'apprentissage du vélo, le Brevet Initiateur mobilité à vélo (IMV), le Certificat de Qualification Professionnelle Animateur Mobilité Vélo (AMV) et la Formation Créer, Gérer et Animer une vélo-école (GAVE).